# Ambasada RP w Damaszku
Ambasada Rzeczypospolitej Polskiej w Damaszku – polska misja dyplomatyczna w stolicy Syrii. Od 27 lipca 2012 do 2017 jej działalność była zawieszona w związku z wojną domową w tym kraju. Reprezentant RP w Syrii w stopniu chargé d’affaires przebywa czasowo w Ambasadzie RP w Bejrucie.

## Historia
Stosunki dyplomatyczne pomiędzy Polską a Syrią zostały nawiązane 8 września 1945. W 1946 Polska utworzyła agencję konsularną w Damaszku. Dwa lata później została ona podniesiona do rangi konsulatu. Ambasadę PRL w Damaszku otwarto w 1956.
Sekcja Interesów Stanów Zjednoczonych Ambasady RP w Damaszku reprezentowała przez kilka miesięcy interesy tego państwa w Syrii, gdy rząd amerykański zamknął swoją ambasadę w Damaszku z powodu wojny domowej.